# Sinagoga di Biella
La sinagoga di Biella è un bell'esempio settecentesco di sinagoga di ghetto piemontese. 

## L'edificio
Fin dal XVI secolo è documentata a Biella la presenza di una comunità ebraica, residente al Piazzo, la parte alta della città. Nel 1723, come nel resto del Piemonte, fu istituito il ghetto. Ancor oggi, tra il corso del Piazzo e il vicolo del Bellone, è riconoscibile il grande edificio d'angolo dove è ospitata anche la piccola sinagoga settecentesca, con i suoi arredi originali.
Come tipico di tutte le sinagoghe di ghetto, l'esterno è spoglio e disadorno e non tradisce in alcun modo la presenza del luogo di culto. L'ingresso si trova oggi nel vicolo del Bellone. Si accede ad un piccolo androne dal quale una stretta rampa di scale in pietra porta ad un vestibolo e quindi alla stanza rettangonale del tempio con volta a botte e finestre ad arco. L'aron settecentesco, in legno scolpito e dipinto di verde e oro, si trova sulla parete a oriente, di fronte all'ingresso ed è collocato in un'edicola con coppie di colonne e un timpano con la riproduzione delle Tavole della Legge. La sala conserva l'impianto tipico delle sinagoghe nel periodo precedente all'emancipazione, con il leggio di noce al centro della sala e le due file di banchi addossate alle pareti maggiori. Dal vestibolo una rampa di scale porta al piccolo matroneo chiuso da grate di legno su tre archi.

## Il restauro del 2009
Il 9 giugno 2009 si è celebrata la conclusione dei lavori di restauro della sinagoga con un'apertura straordinaria al pubblico dell'edificio di culto e una serie di visite guidate ai luoghi della presenza ebraica a Biella. La relazione tecnica presentata il 25 gennaio 2009 enumera i molti e delicati interventi effettuati: "il consolidamento strutturale della volta, il rifacimento del tetto, il restauro dell'Aròn, del matroneo e della sua scala di accesso dal vestibolo e dei lampadari lignei settecenteschi", oltre al "restauro della porta a bussola di accesso in sinagoga e alla stratigrafia delle pareti della sala di preghiera, che ha portato al ritrovamento di decorazioni sottostanti di maggiore interesse artistico rispetto a quelle superficiali". L'intervento di restauro è stato finanziato dal Comune di Biella, dalla Regione Piemonte, dalla Fondazione Cassa di Risparmio di Biella e dalla Compagnia di San Paolo.